# 新潟朝鮮初中級学校
新潟朝鮮初中級学校（にいがたちょうせんしょちゅうきゅうがっこう、니이가따조선초중급학교）は、学校法人新潟朝鮮学園が運営する新潟県新潟市東区にある朝鮮学校である。
日本の小中学校に相当する教育を行っている各種学校（非一条校）である。

## 沿革
- 1968年 - 開校
- 2018年 - 休校[1]

## 学科
- 中級部
- 初級部

## 生徒数
- 2015年10月の時点で6人[2]
- 2018年4月の時点で0人

## 所在地
- 〒950-0036 新潟県新潟市東区空港西2-14-1